# Vickers Viking
Die Vickers VC.1 Viking der Vickers-Armstrongs (Aircraft) Ltd. war das erste nach dem Zweiten Weltkrieg in Großbritannien neu gebaute Passagierflugzeug; es wurde von zwei Kolbenmotoren angetrieben. Im Jahr 1944 begannen die Ingenieure bei Vickers mit der Konstruktion des Musters auf der Grundlage des vom Ministry of Supply herausgegebenen Pflichtenheftes, welches eine Transportausführung des Wellington-Bombers forderte. Von diesem Muster wurde für die Viking der gesamte Außenflügel mit den beiden Triebwerken sowie das Fahrwerk unverändert übernommen. Auch die Viking verfügte nicht über eine Druckkabine.
Die als Unikat gebaute Version 618 Nene-Viking, die mit zwei Nene-Strahltriebwerken ausgerüstete G-AJPH, war 1948 das weltweit erste Verkehrsflugzeug mit Strahlantrieb.

## Erprobung
Der erste von drei Prototypen mit dem Luftfahrzeugkennzeichen G-AGOK führte am 22. Juni 1945 in Wisley seinen Erstflug aus. Die beiden anderen Prototypen G-AGOL und G-AGOM, welche sich vom ersten Prototyp durch eine nach vorne gezogene Seitensteuerflosse unterschieden, folgten noch im gleichen Jahr. Die mit dem dritten Prototyp durchgeführten Abnahmeflüge führten am 24. April 1946 zur Erteilung des Lufttüchtigkeitszeugnisses.

## Serienfertigung

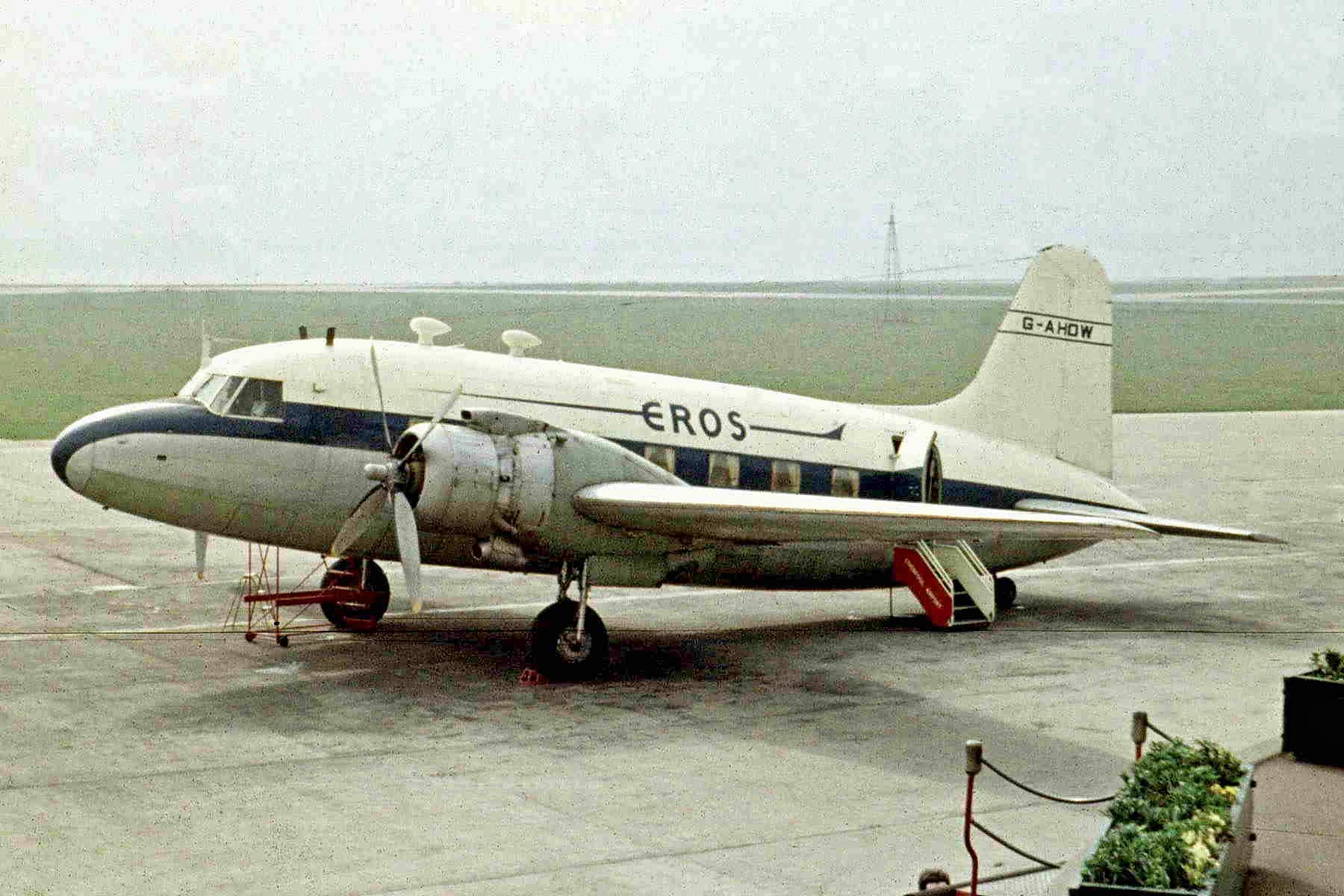
Eine Viking 1A der Eros Aviation im Jahr 1964

### Viking IA
Die Serienproduktion begann mit der Viking IA, von der 19 Maschinen gebaut wurden. Elf dieser Flugzeuge gingen an die neu gegründete British European Airways (BEA), die mit insgesamt 73 Viking-Flugzeugen aller Versionen größter Betreiber des Musters wurde. Bis zur Indienststellung des Turboprop-Musters Vickers Viscount blieb die Viking das Standardverkehrsflugzeug der BEA. Fünf weitere Viking IA kaufte die British West Indian Airways. Am 1. September 1946 erfolgte die Indienststellung der Viking bei der BEA auf den Routen London–Kopenhagen und London–Oslo. Mit einer Reisegeschwindigkeit von fast 340 km/h war die Viking um nahezu 50 km/h schneller als die DC-3, welche zuvor diese Routen bediente.

### Viking I
Die nächste Bauserie war die Viking I, von der 31 Exemplare gebaut wurden. Bei dieser Version wurden die in der sogenannten geodätischen Bauweise (Mischbeplankung Metall/Sperrholz) ausgeführten Außenflügel der Viking IA durch solche in konventioneller Bauweise (Ganzmetallbeplankung) ersetzt. Diese Flugzeuge wurden zum größten Teil an die BEA und ihre Tochtergesellschaften geliefert.

### Viking IB
Die wichtigste Version war jedoch die Viking IB, von der bis Ende 1947 insgesamt 113 Exemplare verkauft wurden. Erstabnehmer waren wiederum BEA sowie Airwork Services Ltd., Air India, Indian National Airways, Central African Airways, South African Airways, Det Danske Luftfartselskap (DDL), Aer Lingus und Iraqi Airways. Wie die Viking I wurde auch die Serie IB von zwei Hercules 634 mit je 1.690 PS (1.242 kW) Startleistung angetrieben, doch der Rumpf wurde um 0,71 m verlängert, wodurch sich die Sitzplatzkapazität von 21 auf 24 erhöhte.
Die Swiss Universal Air Charter (SUAC) besaß maximal vom 1. Juli 1957 bis 11. September 1961 zwei Vickers Viking IB. Das Exemplar mit dem Kennzeichen G-AHOU, registriert am 27. Juni 1946, wurde an verschiedene Betreiber vermietet und im September 1961 an die britische Tradair verkauft, stand in England dann nur mehr als Ersatzteilspender.

### Viking IB (618 Nene-Viking)

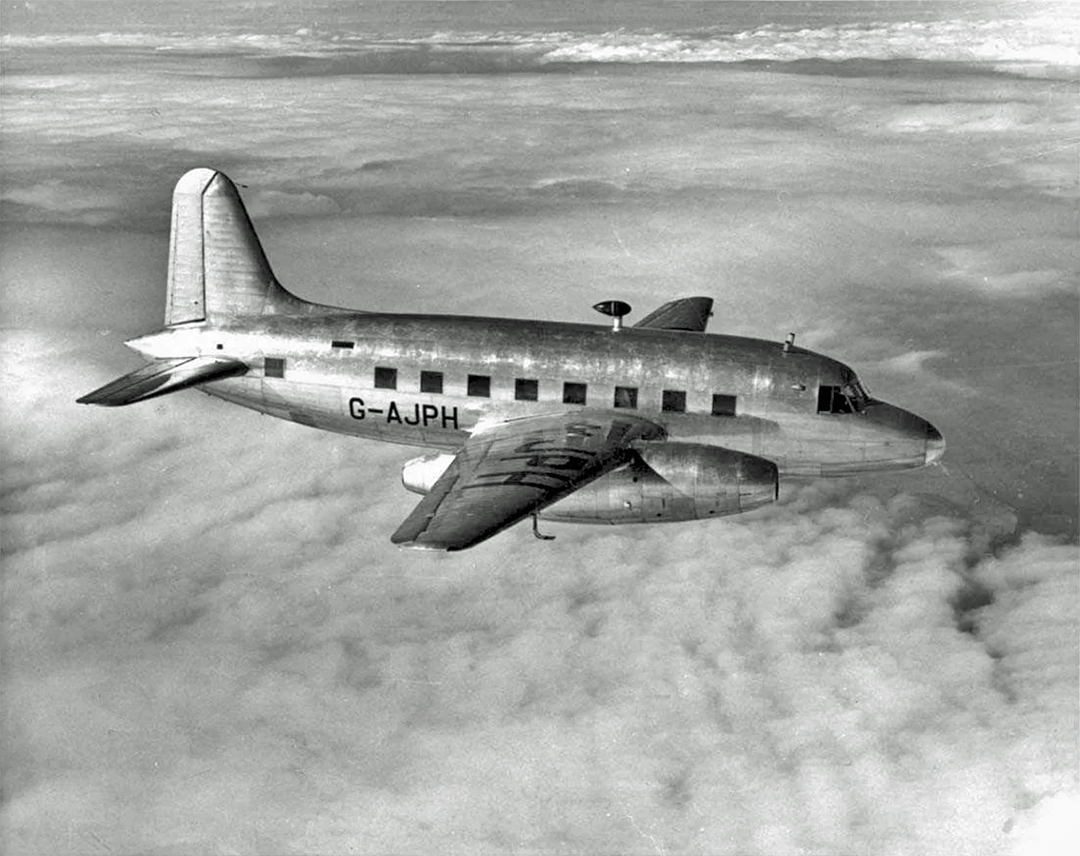
Vickers Nene Viking 1948 im Flug

Eine Maschine der IB-Serie wurde im Bau konstruktiv geändert und mit zwei Rolls-Royce-Nene-Strahltriebwerken ausgestattet. Der am 6. April 1948 ausgeführte Erstflug dieser Maschine mit dem Kennzeichen G-AJPH, die ein Unikat blieb, machte diese 618 Nene-Viking genannte Version noch vor der De Havilland DH.106 Comet zum ersten ausschließlich mit Strahltriebwerken ausgestatteten Verkehrsflugzeug. Am 25. Juli 1948, dem 39. Jahrestag der Kanalüberquerung Louis Blériots, flog sie mit der Durchschnittsgeschwindigkeit von 596,4 km/h in 34 Minuten von Heathrow nach Paris Villacoublay. Die Maschine wurde nach Abschluss der Erprobung auf Kolbentriebwerke umgerüstet und von der Fluggesellschaft British Eagle eingesetzt.

### Viking 3/3A/3B
Zur Steigerung der Nutzlast wurden zahlreiche Viking umgebaut, so wurden aus den Serien I/IA/IB die Versionen 3/3A/3B mit einer um eine halbe Tonne gesteigerten Nutzlast. Diese Maschinen der bei BEA als Admiral-Class bezeichneten Flugzeuge konnten 36 Passagiere befördern.

### Viking C.IA
Die Viking blieb bei der BEA bis 1954 im Passagierdienst, wobei mit dem Typ etwa 3 Millionen Passagiere befördert wurden. Danach wurde die Flotte an Charterfluggesellschaften verkauft. Die größte zivile Flotte früherer BEA-Maschinen betrieb Eagle Aviation Ltd. (später British Eagle Airways).
Die King’s Flight der Royal Air Force nutzte vier Exemplare ab 1947 als Viking C.IA in der VIP-Transportrolle für die königliche Familie. Darüber hinaus wurde eine militärische Version als Vickers Valetta in größeren Stückzahlen betrieben.

## Verwendung in Deutschland

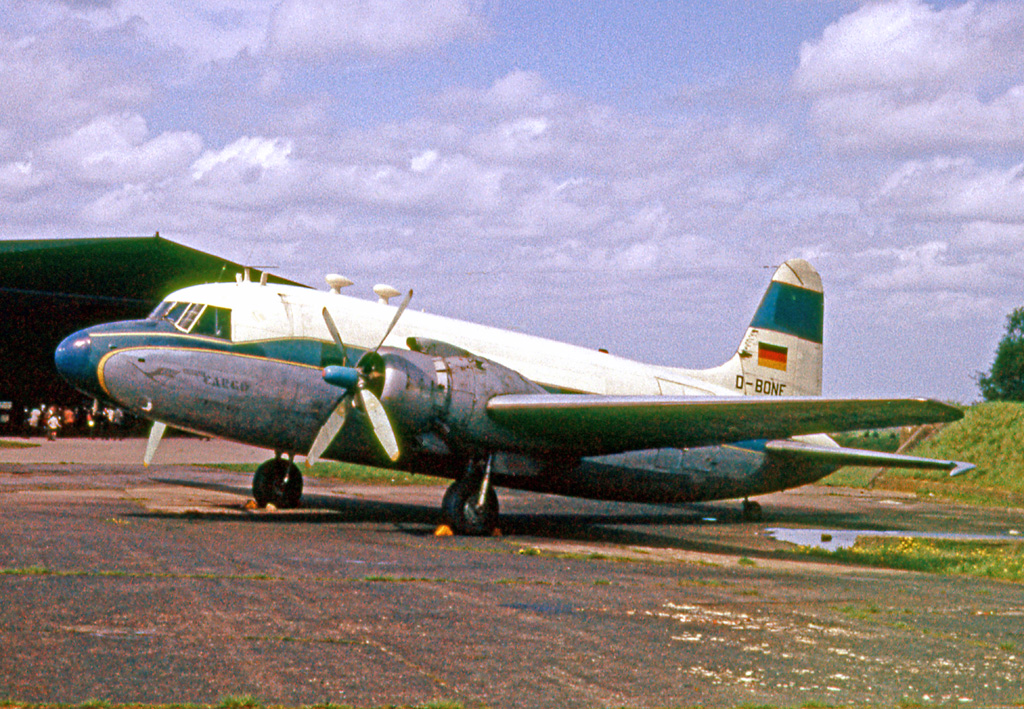
Eine Vickers Viking 1B der Lufthansa im Jahr 1964.

Ab 1956 flog die Viking auch in Deutschland. Die Deutsche Flugdienst (ab November 1961 Condor Flugdienst) setzte zwischen dem 21. März 1956 und April 1964 insgesamt vier 36-sitzige Viking IB (Seriennummern 167, 219, 243 und 250) im Charterfluggeschäft ein. Zwei Viking IB (Seriennummern 167 und 243) flogen auch als Frachtflugzeuge bei der Lufthansa. Bei der Düsseldorfer LTU standen zwischen 1956 und 1963 eine Viking IA und vier Viking IB (Seriennummern 9/109, 150, 217, 222, und 223) im Einsatz.

## Produktionsende
Die Produktion der Viking endete 1948.
Für die Royal Air Force wurde die Viking C.2 gebaut, die der zivilen IA entsprach.
Basierend auf der IB folgte die Valetta (Erstflug am 30. Juni 1947), die aber ein höheres Startgewicht von 16.556 kg aufwies. Mit einer maximalen Nutzlast von 4000 kg betrug ihre Reichweite 850 km. Von der Valetta wurden 262 Exemplare gebaut.
Ebenfalls für die Royal Air Force entstand aus der Viking IB das Muster Varsity mit Bugradfahrwerk und verlängertem Rumpfbug. Der Antrieb bestand aus zwei Bristol-Hercules-Motoren von je 1950 PS (1433 kW) Leistung. Mit der Varsity wurde am 17. Juli 1949 ihr Erstflug durchgeführt, und sie war das letzte Muster aus der Viking-Serie, mit der 1954 die Produktion endete. Von ihr wurden 160 Stück produziert. Somit wurden von der Viking-Serie insgesamt 585 Exemplare hergestellt.

## Militärische Nutzung
Argentinien
- Fuerza Aérea Argentina

 Australien
- Royal Australian Air Force

 Jordanien
 Pakistan
 Vereinigtes Königreich
- Royal Air Force

## Zwischenfälle
Von 1946 bis 1965 wurden 57 Viking zerstört, 55 davon durch Unfälle. Dies ist mit rund 34 Prozent eine ganz ungewöhnlich hohe Quote für ein Nachkriegs-Verkehrsflugzeug. Bei 22 davon gab es insgesamt 342 Todesopfer.

## Technische Daten (Viking IB)

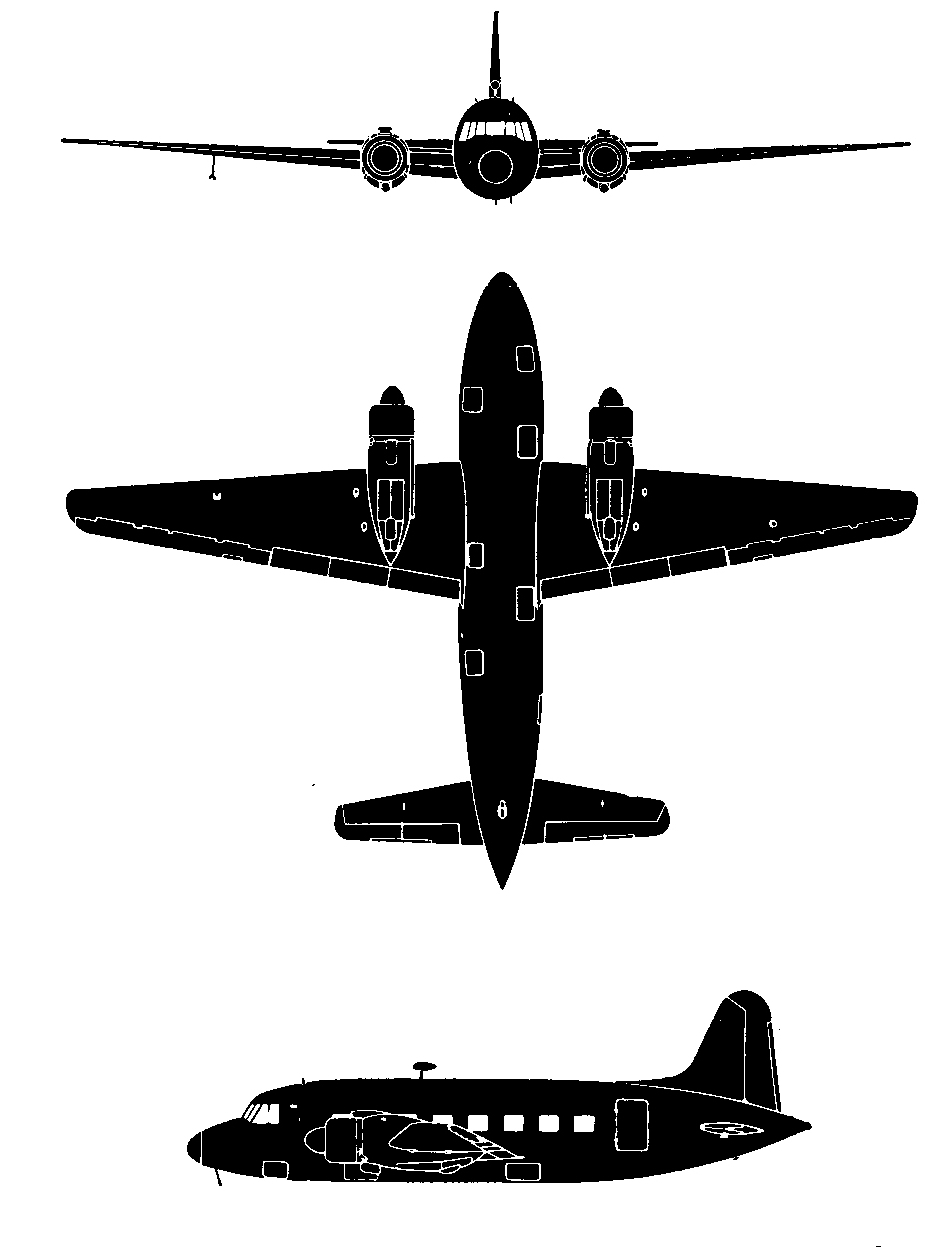
Vickers Viking 1B

| Kenngröße                  | Daten                                                                              |
| -------------------------- | ---------------------------------------------------------------------------------- |
| Besatzung                  | 3                                                                                  |
| Passagiere                 | 24–36                                                                              |
| Länge                      | 19,90 m                                                                            |
| Spannweite                 | 27,20 m                                                                            |
| Höhe                       | 5,60 m                                                                             |
| max. Startmasse            | 15.422 kg                                                                          |
| ökon. Reisegeschwindigkeit | 337 km/h                                                                           |
| Gipfelhöhe                 | 6700 m                                                                             |
| Reichweite                 | 1570 km                                                                            |
| Triebwerke                 | 2 luftgekühlte 14-Zylinder-Sternmotoren Bristol Hercules 634, je 1690 PS (1242 kW) |